# Edward A. Partain

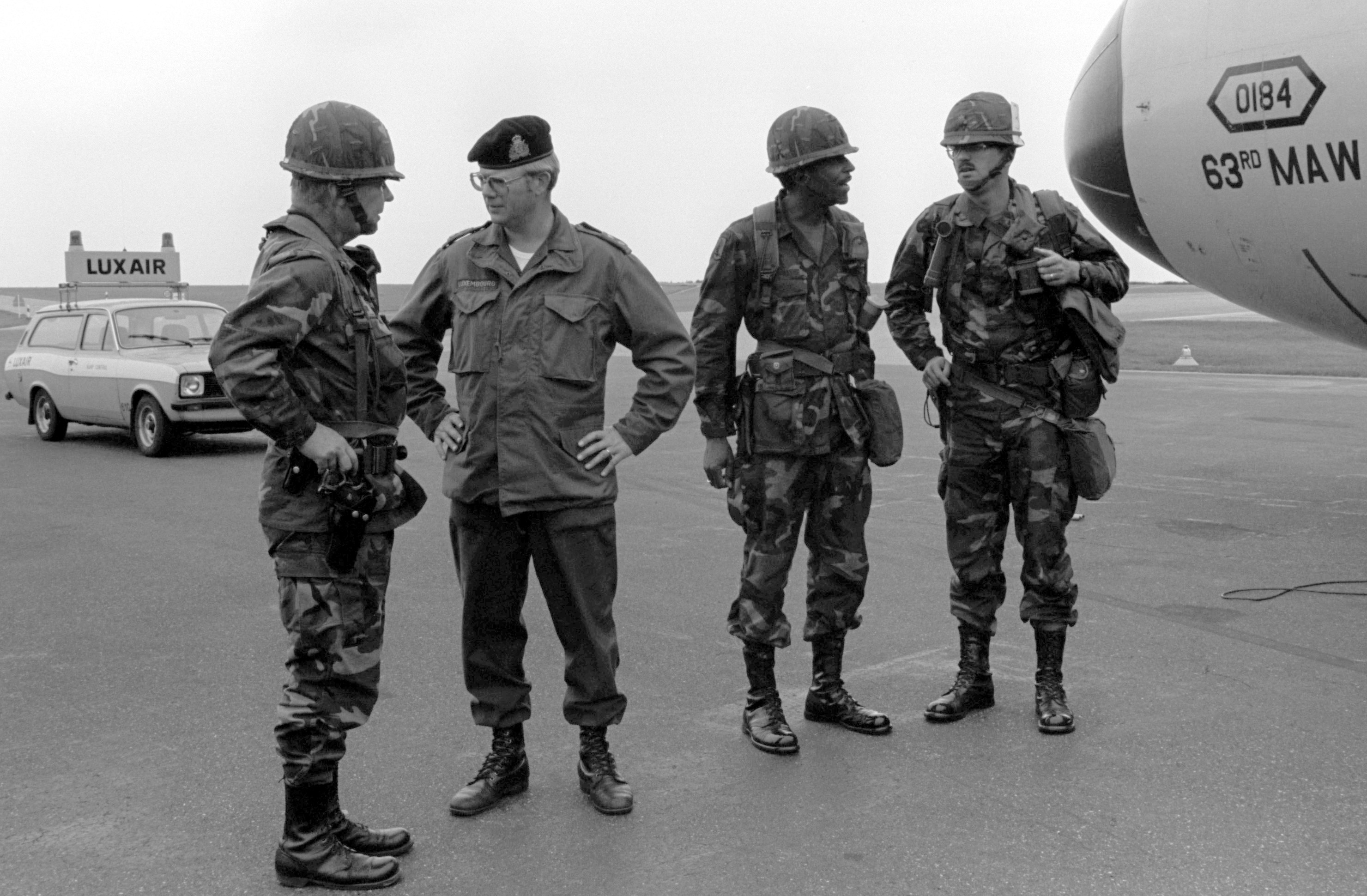
Edward Partain (links) auf dem Flughafen Luxemburg vor dem Aufbruch der von ihm kommandierten 1. Infanteriedivision zur Carbine Fortress 82

Edward Allen Partain (* 23. Juni 1929; † 24. März 1996 in Pinehurst, Moore County, North Carolina) war ein Generalleutnant der United States Army. Er war unter anderem Kommandeur der 5. Armee.
Partain war der Sohn von Eugene and Zoe Partain und wuchs in Paragould in Arkansas auf. Von 1944 bis 1947 besuchte er die Western Military Academy in Alton in Illinois. In den Jahren 1948 bis 1951 durchlief er die United States Military Academy in West Point. Nach seiner Graduation wurde er als Leutnant der Infanterie zugeteilt. In der Armee durchlief er anschließend alle Offiziersränge bis zum Dreisterne-General.
Partain absolvierte im Lauf seiner Karriere mehrere militärische Kurse. Dazu gehörten die Infantry School in Fort Benning, der Advanced Infantry Course ebenfalls in Fort Benning, der Junior Course der Marine Corps School, das Command and General Staff College, das Armed Forces Staff College, das United States Army War College und die Helicopter School in Fort Rucker in Alabama.
In den Jahren 1952 und 1953 war Partain mit dem 27. Infanterieregiment, das zur 25. Infanteriedivision gehörte, im Koreakrieg eingesetzt. Im weiteren Verlauf der 1950er Jahre bekleidete er verschiedene militärische Positionen an unterschiedlichen Standorten in den Vereinigten Staaten. Von 1960 bis 1963 war er Ausbilder an der Militärakademie in West Point. Danach nahm er in den Jahren 1964 und 1965 am Vietnamkrieg teil. Nach einer Verwendung als Stabsoffizier kehrte er in den Jahren 1967 und 1968 nach Vietnam zurück, wo er als Bataillonskommandeur tätig war. Dabei war er aktiv in die Kampfhandlungen eingebunden, wobei er mehrfach verwundet wurde.
Anfang der 1970er Jahre diente Edward Partain in der 82. Luftlandedivision unter anderem als Stabschef und als Regimentskommandeur. Nach einer Verwendung als Stabsoffizier im Heeresministerium in Washington, D.C. wurde er in den Iran versetzt, wo er von 1974 bis 1976 einer militärischen Beratergruppe für das iranische Militär angehörte. Es folgte eine Versetzung nach Deutschland, wo er zunächst stellvertretender Kommandeur (Assistant Division Commander) der 1. Panzerdivision war. Danach war er Stabsoffizier bei EUCOM. Von November 1979 bis Juli 1980 war Edward Partain stellvertretender Kommandeur des XVIII Airborne Corps, ehe er im Juli 1980 das Kommando über die 1. Infanteriedivision übernahm. Dieses Amt übte er bis zum Dezember 1982 aus. Im Januar 1983 übernahm er das Kommando über die 5. Armee, das er bis zum 31. Januar 1985 ausübte. Anschließend ging er in den Ruhestand.
In seinen letzten Lebensjahren war Edward Partain unter anderem als Berater tätig. Er war seit 1951 mit Fran Johnson verheiratet, starb am 24. März 1996 und wurde auf dem Friedhof der Militärakademie in West Point beigesetzt.

## Orden und Auszeichnungen
Edward Partain erhielt im Lauf seiner militärischen Laufbahn unter anderem folgende Auszeichnungen:
- Defense Superior Service Medal
- Army Distinguished Service Medal
- Silver Star
- Legion of Merit
- Distinguished Flying Cross